# 第18戦闘航空団
第18戦闘航空団（だい18せんとうこうくうだん、朝鮮語：제18전투비행단（漢字表記:第18戰闘飛行團）、英称：ROKAF 18th Fighter Wing）は、大韓民国空軍の航空団（飛行団）の一つで、江陵飛行場に所在する。航空団司令官には空軍准将が充てられている。
2010年1月13日に隷下の第205戦闘飛行隊は1977年9月20日の編成以来、KF-5F戦闘機の無事故飛行12万時間を記録しギネスブックに登録すると明らかにする。同年3月2日に第105戦闘飛行隊のF-5戦闘機2機が江原道平昌郡の黄柄山に墜落し乗員3名が殉職する。同年6月18日には同じく第105戦闘飛行隊のF-5F戦闘機1機が東海岸沖での試験飛行を終え帰還中に墜落し2名が殉職する。

## 部隊編制
- 第105戦闘飛行隊
- 第112戦闘飛行隊
- 第205戦闘飛行隊